# Anália de Victória Pereira
Anália Maria Caldeira de Victória Pereira Simeão, née le 3 octobre 1941 et morte le 7 janvier 2009, est la leader du Parti libéral démocrate (PLD) de l'Angola et la femme politique la plus visible dans le pays. Elle a co-fondé le PLD en 1983 tout en vivant au Portugal, et en a été la présidente jusqu'à sa mort.